# Kleinregion Lainsitztal
Die Klima- und Energiemodellregion Lainsitztal (kurz: KEM Lainsitztal) ist der Zusammenschluss von sechs Gemeinden im Tal der Lainsitz im Oberen Waldviertel in Niederösterreich.
Die beteiligten Gemeinden Bad Großpertholz, Großschönau, Moorbad Harbach, St. Martin, Unserfrau-Altweitra und Weitra haben sich als Ziel gesetzt, mittels verstärkter Energieeffizienz und dem gezielten Einsatz erneuerbarer Energiequellen und nachwachsender Rohstoffe den Energiebedarf weitgehend regional abzudecken.
Hierfür werden in mehreren Arbeitsschritten zunächst der Energiebedarf erhoben, dann vermindert und schließlich mit regionalen Energieträgern abgedeckt. Große Schwerpunkte sind dabei die Themen Wärmepumpen, E-Mobilität und Photovoltaik.